# Chen Jian Hong
Chen Jian Hong (Taichung, 23 augustus 1975) is een Taiwanees autocoureur.

## Carrière
Chen begon zijn autosportcarrière in 2008 in de Thailand Super Series en werd tweede in de S1500-klasse, voordat hij het jaar daarop het kampioenschap won. In 2009 won hij ook de Toyota Yaris Cup en werd tweede in dat kampioenschap in 2010. In 2011 stapte hij over naar de Thai RAAT 6 Hours en werd drie seizoenen op een rij kampioen in de tweede divisie. In 2014 stapte hij over naar de eerste divisie en werd hier in 2014 en 2015 kampioen.
In 2016 maakte Chen de overstap naar het nieuwe TCR Thailand Touring Car Championship, waarin hij voor het Kratingdaeng Racing Team uitkwam in de Am-klasse. Daarnaast maakte hij dat jaar zijn debuut in de TCR International Series voor Kratingdaeng tijdens het raceweekend op het Chang International Circuit in een Seat León Cup Racer. In dit weekend eindigde hij beide races als vijftiende.